# Otto von Stülpnagel
Otto Edwin von Stülpnagel (16. juni 1878 i Berlin - 6. februar 1948 i Paris) var en tysk officer, som endte med at blive general af infanteriet. Fra oktober 1940 til februar 1942 var han øverstkommanderende i den af Tyskland besatte del af Frankrig.

## Familie
Han var søn af den preussiske oberst Otto von Stülpnagel (1822–1899), der var ud af en adelsslægt fra Uckermark, og dennes hustru Ida Michaelis (1856–1909). Hans ældre bror Edwin von Stülpnagel (1876–1933) var ligeledes general af infanteriet.
Stülpnagel giftede sig den 2. marts 1929 i Potsdam med den fraskilte Ilse von Seydlitz-Kurzbach (21. maj 1891 i Berlin - 6. maj 1964 i Berlin), datter af bygmesteren Otto Sohre og Anna Haselbach. Stülpnagels blev skilt den 8. november 1946 i Berlin-Charlottenburg.

## Levned
Stülpnagel blev i 1897 fanejunker i det 2. preussiske garderegiment til fods. Han gik på krigsskolen og på det preussiske krigsakademi og blev i 1909 overført til den store generalstab som premierløjtnant. Under 1. verdenskrig gjorde han tjeneste som generalstabsofficer i forskellige stabe og blev i 1916 forfremmet til major.

### Reichswehr (1918–1931)
Efter krigen blev han overført til Reichswehr hvor han i 1921 blev leder af folkeretsafdelingen i fredskomissionen med range af oberstløjtnant. På denne post udgav han herefter talrige skrifter og artikler, hvor han imødegik de allierede påstande om tyske krigsforbrydelser under verdenskrigen. I 1925 blev han forflyttet til staben for 14. infanteriregiment og forfremmet til oberst.
Året efter blev han sendt afsted som den tyske hærs repræsentant ved Folkeforbundets forberedende nedrustningskonference. I starten af 1927 blev han forsat til 7. preussiske infanteriregiment i Schweidnitz, hvor han blev regimentschef og herefter efterfulgte Lothar Fritsch. I starten af 1929 blev han forsat til staben for Gruppenkommando 1 i Berlin og forfremmet til generalmajor. Kort efter blev han udnævnt til inspektør for transporttropperne i Reichswehrministerium. I slutningen af 1931 fik han sin afsked, efter at han inden var blevet forfremmet til generalløjtnant.

### Luftkrigsskole (1934–1939)
I 1934 fik Stülpnagel, der som ung officer havde gennemført en pilotuddannelse, af Reichsluftfahrtministerium til opgave at opbygge luftkrigsskolen i Berlin-Gatow og året efter fik han også ansvar for opbygningen af et luftkrigsakademi samme sted. Den 1. oktober 1935 indtrådte han som Ergänzungsoffizier (forøgelsesofficer) i Luftwaffe og fik rang af general af flyvetropperne og efterfølgende blev den først kommandant for luftkrigsakademiet. I 1936 blev han aktiv general i flyvertropperne. Fra 1938 stod han for indlemmelsen af det lufttekniske akademi i luftkrigsakademiet. I slutningen af marts 1939 trådte han igen ud af aktiv tjeneste.

### Øverstkommanderende i Frankrig
Ved starten på 2. verdenskrig blev han stillet til rådighed for hæren og ved mobiliseringen blev han udnævnt til kommanderende general for den stedfortrædende generalkommando 17 og øverstkommanderende for Wehrkreis XVII i Wien. I oktober 1940 blev posten som øverstkommanderende i Frankrig oprettet, og den fik Stülpnagel. Som øverstkommanderende ville han ikke overlade opgaver til Sicherheitsdienst i SS, men samarbejdede i stedet med RSHA og den tyske ambassade. I midten af maj 1941 lod han 3.700 udenlandske jøder internere. I midten og slutningen af august lod han efter opfordring fra Theodor Dannecker tusinde franske og udenlandske jøder internere i Sammellager Drancy og i december lod han et stort antal personer fængsle. Størstedelen af de fangne blev myrdet, enten i Frankrig eller i udryddelseslejrene i Østeuropa.
Den 27. september 1940 indførte Stülpnagel anmeldelsespligt for jøder og den 18. oktober for jødiske virksomheder i det besatte Frankrig. I november 1940 meddelte han sine militærdistrikter, at Walther von Brauchitsch havde givet ordre til konfiskation af jødiske formuer. Konfiskeringen blev foretaget af Service du Controle under Vichy-regeringen, men Stülpnagel forbeholdt sig ret til at udpege forvaltere for jødiske industrivirksomheder for at kunne begunstige tyske købere. Den 17. december 1941 pålagde han jøderne i den besatte del af Frankrig en bøde på 1 mia. franc, som skulle betales i rater i takt med jøderne i Frankrig blev bragt sammen.
Mens han den 21. august var i Berlin, blev der i Paris begået et attentat på den tyske soldat Alfons Moser i metrostationen Barbès-Rochechouart. Efter yderligere to attentater på soldater fra besættelsesstyrken, feltkommandant Hotz i Nantes og krigsforvaltningsråd Reimers i Bordeaux, fik Stülpnagel ordre fra Hitler om at lade 100 franske gidsler skyde. Stülpnagel ville gerne forhandle antallet ned, da han var betænkelig overfor de mulige politiske konsekvenser. Foreslog i stedet at et større antal jøder skulle deporteres østpå - dvs. til udryddelseslejre. Til sidst blev i alt 98 gidsler i Nantes og Châteaubriant skudt på hans befaling.
Stülpnagel havde også konflikter med Oberkommando der Wehrmacht (OKW). Joseph Goebbels skrev flere steder i august/september 1941 i sin dagbog (som han dagligt dikterede vedrørende den foregående dag) at han havde kritiseret slapheden ved den øverstkommanderende i Paris. I september hævdede han, at han ville give OKW nøje anvisninger på hvad man skulle gøre ved hændelserne i Paris. Stridighederne med Berlin førte til at Stülpnagel i februar 1942 bad om at blive afløst. Nutidige historikere er af forskellig opfattelse af om dette kun skyldes "taktik" og "fornemmelse for det pragmatiske" (dvs. tilpasningsevne) eller om Stülpnagel havde moralske grunde. Carl-Heinrich von Stülpnagel, en fjern slægtning, blev hans efterfølger på posten som øverstkommanderende.

### Efter krigen
Stülpnagel, som i august 1942 var trådt endeligt ud af tjenesten, blev efter krigen fængslet af de allierede besættelsesstyrker og udleveret til Frankrig i 1946. I begyndelsen af februar 1948 begik han selvmord i fængslet Cherche-Midi i Paris inden retssagen mod ham var gået i gang.

## Vurderinger
Ulrich Herbert refererer fra de militære arkiver om de såkaldte gidselaktioner: I december 1941 var 743 jødiske mænd, fortrinsvis franske, blevet overført til den tysk kontrollerede lejr i Compiègne med henblik på deportation til udryddelseslejrene i øst. For at nå op på det fra Berlin krævede antal på 1.000 blev der hentet yderligere 300 jøder fra Sammellager Drancy. Stülpnagel ville af med jøderne for på den ene side at tilfredsstille Berlin med en hård reaktion på den franske modstand, på den anden side undgå misstemning blandt de franske kollaboratører ved at lade ikke-jøder myrde. Jøderne sad altså med Sorteper i et morderisk spil om hvem i Frankrig der skulle myrdes for at tilfredsstille de tyske interesser. Stülpnagel valgte jøderne som ofre.
En noget diffus, men alligevel interessant synsvinkel på begivenhederne formidler Ernst Jünger i sin „Ersten Pariser Tagebuch“.
Jünger gjorde tjeneste i den øverstkommanderendes stab i Paris. For Jünger så Stülpnagel sig fanget i et dilemma mellem to yderpunkter, som han ikke kunne løse på anden vis, da jøderne blev anset for at være de alment accepterede ofre. Især i dele af de toneangivende kollaboratørkredse i Frankrig blev en ofring af jøderne set som et fuldt ud acceptabel. Stülpnagel havde ifølge Jünger kun et ærefuldt alternativ, nemlig at begå selvmord, men det havde Stülpnagel formentlig ikke sjælestyrke til.
Jünger antyder indirekte en løs forbindelse mellem Stülpnagel og de sammensvorne bag attentatet 20. juli 1944.

## Eksterne kilder
- Plädoyer von Stefan Martens zur Rolle Stülpnagels bei den Geiselerschießungen Arkiveret 16. november 2006 hos  Wayback Machine (tysk)
- Lageberichte Stülpnagels und seines Nachfolgers aus Paris (1940–1944) Arkiveret 4. marts 2016 hos  Wayback Machine (tysk)